# Hemiliostraca peasei
Hemiliostraca peasei is een slakkensoort uit de familie van de Eulimidae. De wetenschappelijke naam van de soort is voor het eerst geldig gepubliceerd in 1886 door Tryon.